# Associazione Calcio Enotria 1914-1915
Questa pagina raccoglie le informazioni riguardanti l'Associazione Calcio Enotria  nelle competizioni ufficiali della stagione 1914-1915.

## Organigramma societario
Area direttiva
- Presidente Onorario: Franco Scarioni
- Vicepresidente Onorario: Renzo De Vecchi
- Presidente: Alessandro Gaetani
- Vicepresidenti: rag. Paolo Scheidler, rag. Paolo Majone
- Consiglieri: G.B. Antonibon, Renzo Giuriati, Gino Taveggia, Antonio Valaperta.
- Sindaci: Antonio Sianesi e Mario Giuriati.

Area organizzativa
- Segretario: Paolo Tosi
- Cassiere: rag. Nino Ghizzoni

Area tecnica
- Commissione Tecnica: Giovanni Ghizzoni, rag. Pietro Majone, Giulio Martino.

## Rosa
| N. |                   | Ruolo | Calciatore         |
| -- | ----------------- | ----- | ------------------ |
|    | Italia (bandiera) | A     | Antonio Bellotti   |
|    | Italia (bandiera) | C     | Renzo Beretta      |
|    | Italia (bandiera) | C     | Umberto Bevilacqua |
|    | Italia (bandiera) | C     | Defendi            |
|    | Italia (bandiera) | C     | Dell'Acqua         |
|    | Italia (bandiera) | A     | Mario Giambelli    |
|    | Italia (bandiera) | D     | Giuseppe Grandi    |

| N. |                   | Ruolo | Calciatore           |
| -- | ----------------- | ----- | -------------------- |
|    | Italia (bandiera) | A     | Guffanti             |
|    | Italia (bandiera) | A     | Oreste Perfetti      |
|    | Italia (bandiera) | D     | Rho                  |
|    | Italia (bandiera) | A     | Alessandro Romagnoli |
|    | Italia (bandiera) | P     | Luigi Rossi          |
|    | Italia (bandiera) | C     | Fernando Salamina    |

### Libri
- Guido Baccani, Annuario italiano del football - stagione 1914-15, Novara, De Agostini, 1914,  pp. 61 e 62 contenente elenco giocatori e direttivo.
- Elio Corbani, Pietro Serina, Cent'anni di Atalanta, vol. 2, Bergamo, Sesaab, 2007,  p. 31, ISBN 978-88-903088-0-2.
- Giovanni Bottazzini, Enrico De Santis, Natalino Gaiotti, Tino Schinelli, In piena zona Cesarini - 1911-2001 novanta anni di Associazione Calcio Pavia - Edizioni Cyrano, Pavia 2001, p. 42.

### Giornali
- Lo Sport del Popolo, settimanale conservato dall'Archivio del Comune di Torino, Via Barbaroux, che ha pubblicato l'elenco dei giocatori dell'Enotria (2 squadre) che parteciparono al Torneo dei primi calci in data 2 febbraio 1914.
- La lettura sportiva di Milano, settimanale conservato dalla Biblioteca nazionale braidense.
- La Gazzetta dello sport, quotidiano sportivo conservato microfilmato dalla Biblioteca nazionale braidense e dalla Biblioteca comunale centrale di Milano.